# …quando tu mi spiavi in cima a un batticuore…
…quando tu mi spiavi in cima a un batticuore… — девятнадцатый студийный альбом итальянской певицы Мины, выпущенный в 1970 году на лейбле PDU. Альбом достиг первого места в итальянском чарте.

## Список композиций
| №  | Название                   | Автор(ы)                                                        | Длительность |
| -- | -------------------------- | --------------------------------------------------------------- | ------------ |
| 1. | «Nessuno al mondo»         | Нино Растелли, Джимми Небб                                      | 2:34         |
| 2. | «Dominga»                  | Паоло Лимити, Жоржи Бен Жор                                     | 3:00         |
| 3. | «Io tra di voi»            | Джорджо Калабрезе, Шарль Азнавур                                | 4:32         |
| 4. | «L’uomo della sabbia»      | Паоло Лимити, Аугусто Мартелли                                  | 3:52         |
| 5. | «Ero io, eri tu, era ieri» | Паоло Лимити, Аугусто Мартелли                                  | 4:33         |
| 6. | «Adagio»                   | Паоло Лимити, Джованни Бонольди, Витторио Буффоли, Марио Нобеле | 3:30         |

| №  | Название                     | Автор(ы)                                | Длительность |
| -- | ---------------------------- | --------------------------------------- | ------------ |
| 1. | «Il mio nemico è ieri»       | Паоло Лимити, Аллесандро Джельметти     | 3:03         |
| 2. | «Insieme»                    | Могол, Лучио Баттисти                   | 4:05         |
| 3. | «Una donna, una storia»      | Антонио Амурри, Джанни Феррио           | 5:08         |
| 4. | «Che meraviglia»             | Серджо Бардотти, Жоржи Бен Жор, Токинью | 2:25         |
| 5. | «Mi guardano»                | Лео Кьоссо, Уберто Проус                | 3:40         |
| 6. | «Questa cosa chiamata amore» | Антонио Амурри, Джанни Феррио           | 3:55         |

## Чарты
| Чарт (1970–71)           | Высшая позиция | Недель в чарте |
| ------------------------ | -------------- | -------------- |
| Италия (Musica e dischi) | 1              | 26             |

| Чарт (1971)              | Позиция |
| ------------------------ | ------- |
| Италия (Musica e dischi) | 7       |